# Charity Organization Society
 (mars 2022).
 (février 2022).
 (mars 2021).
Si vous disposez d'ouvrages ou d'articles de référence ou si vous connaissez des sites web de qualité traitant du thème abordé ici, merci de compléter l'article en donnant les références utiles à sa vérifiabilité et en les liant à la section « Notes et références ».
La Charity Organization Society (Société d'organisation de la bienfaisance) britannique fut fondée à Londres en 1869 par Octavia Hill et Helen Bosanquet. L'idée première était de coordonner et de fédérer des associations charitables telles que la Society for the Relief of Distress (1860) de G.M. Hicks ou encore l'Association for the Prevention of Pauperism and Crime (1813) du pasteur Henry Solly (en). Puis, la COS décida de réglementer la pauvreté plus que de lutter contre elle.  Son objectif consistait à contrôler la prise de responsabilités personnelles des pauvres et à demander une action limitée des pouvoirs publics. Il s'agissait surtout de faire le tri entre les « bons » et les « mauvais » pauvres. Il importait d'aider que ceux qui étaient capables de s'en sortir et d'éviter aux autres de se complaire dans l'assistanat sans plus jamais travailler.
En 1946, l'association a été renommée Family Welfare Association puis Family Action (en) en 2008.

## Structure
La COS avait un fonctionnement pyramidale avec de bas en haut : 38 comités de quartier, un comité exécutif, quatre sous-comités permanent sur le travail de quartier et un conseil . Il y avait aussi un Fonds général dans lequel siégeaient des souscripteurs et des donateurs. Dans la pratique, les comités de quartier était chargé de noter et d'enquêter sur les situations de détresses. Le comité exécutif s'occupait, quant à lui, de toutes les affaires qui n'étaient pas réservées au Conseil. Les sous-comités de travail avaient comme fonction exclusive de gérer tout ce qui relevait du médical, de l'émigration et de l'épargne. Et pour finir, le conseil avait la main sur les questions de principes des activités philanthropiques.

## Fonctionnement
Selon Mme Reid - secrétaire de district londonienne - la COS formait des étudiantes en travail social . Toutefois, l'association pouvait leur donner peu de tâches à accomplir. De plus, la COS ne recevait ces futures travailleuses sociales que sur une courte période. Mme Reid reconnaissait néanmoins que la COS avait joué un rôle important dans la formation des assistantes sociales et notamment durant leur période d'essai.